# Richard Peter
Richard Peter, né le 10 mai 1895 à Klein Jenkwitz, arrondissement d'Ohlau et mort le 3 octobre 1977 à Dresde, est un photojournaliste allemand. Il est notamment connu pour ses photographies de Dresde juste après la Seconde Guerre mondiale.

## Biographie
Né et ayant grandi en province de Silésie, Richard Peter travailla comme forgeron et mineur tout en découvrant la photographie. Il fut appelé dans l'armée allemande pour combattre lors de la Première Guerre mondiale. Après la guerre, il s'établit à Halle puis à Dresde, rejoignant le mouvement ouvrier et le Parti communiste d'Allemagne et publiant, pendant les années 1920 et 1930, des photos dans des publications de gauche, ce qui lui valut une interdiction d'exercer son métier après l'arrivée au pouvoir des Nazis. Il travailla dans la publicité avant d'être appelé une nouvelle fois à servir dans l'armée lors de la Seconde Guerre mondiale.
Richard Peter revint à Dresde en septembre 1945 pour retrouver sa ville détruite par les bombardements de février 1945. Son matériel et ses archives avaient aussi été détruits. Empruntant du matériel, il commença à documenter cette destruction pour publier ses photographies en 1949 dans un ouvrage intitulé Dresden, eine Kamera klagt an, (Dresde, une caméra accuse). Cette même année, il fut aussi exclu du Parti socialiste unifié d'Allemagne, successeur du parti communiste, quand il commença à s'intéresser à la corruption de certains dirigeants. Il travailla comme photographe d'art indépendant à Dresde jusqu'à sa mort, en 1977.
5 000 de ses négatifs ont été acquis par la Bibliothèque d'État et universitaire de Saxe à Dresde.

## Photographies des années 1920 et 1930

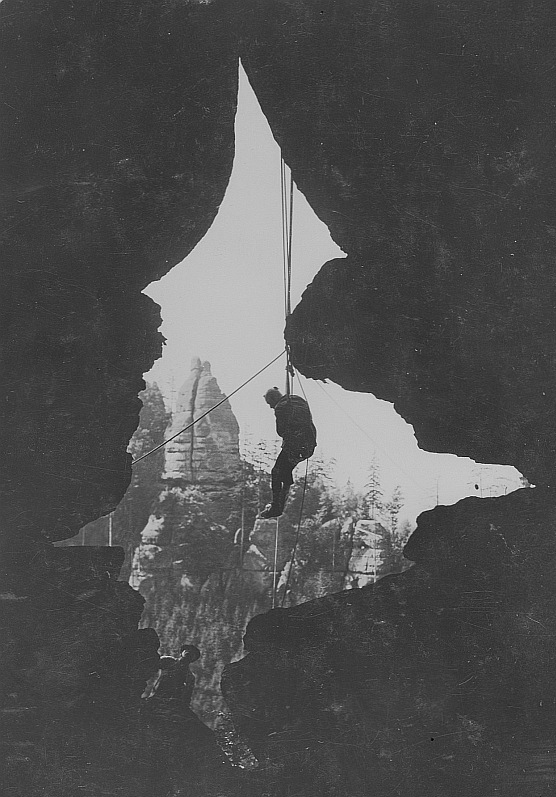
En Suisse saxonne, vers 1925.
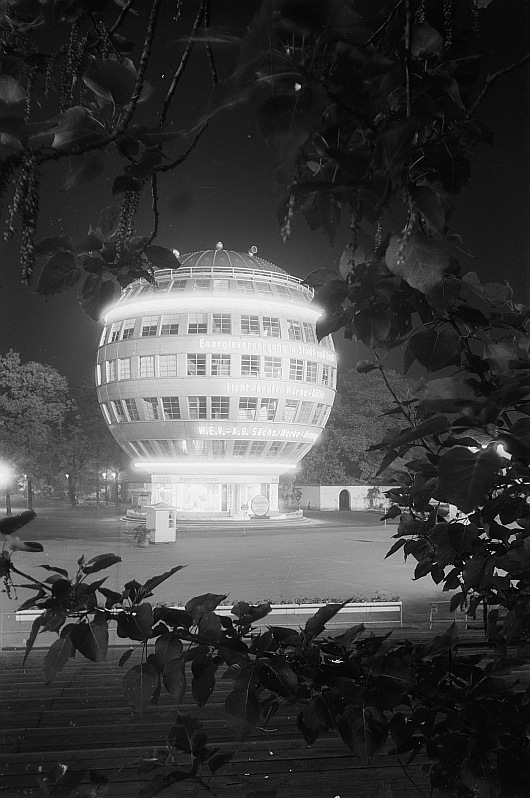
Le Kugelhaus[4], construit en 1928, détruit en 1938.
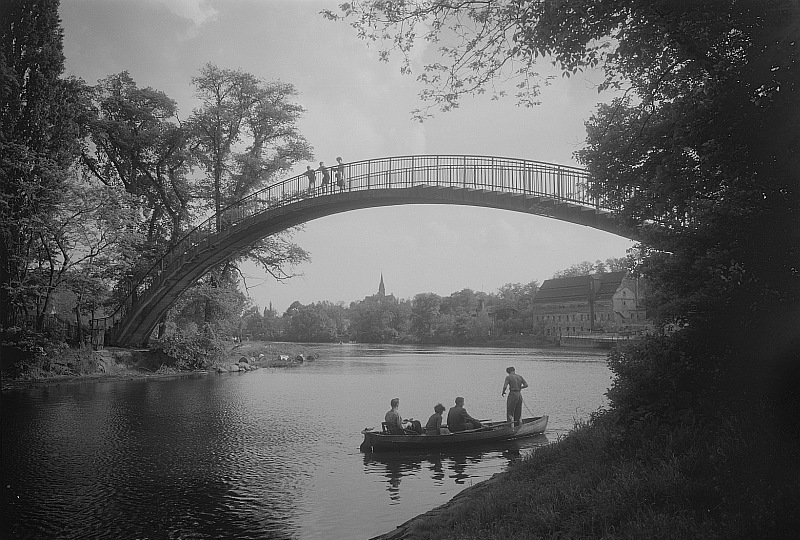
Le Forstwerderbrücke (de), pont en arc à Halle, vers 1935[5].
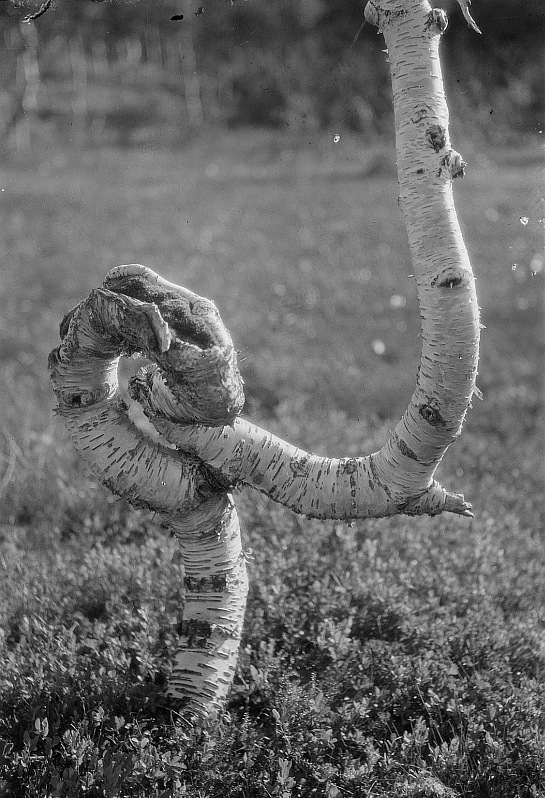
Un bouleau pubescent en Laponie, 1930.
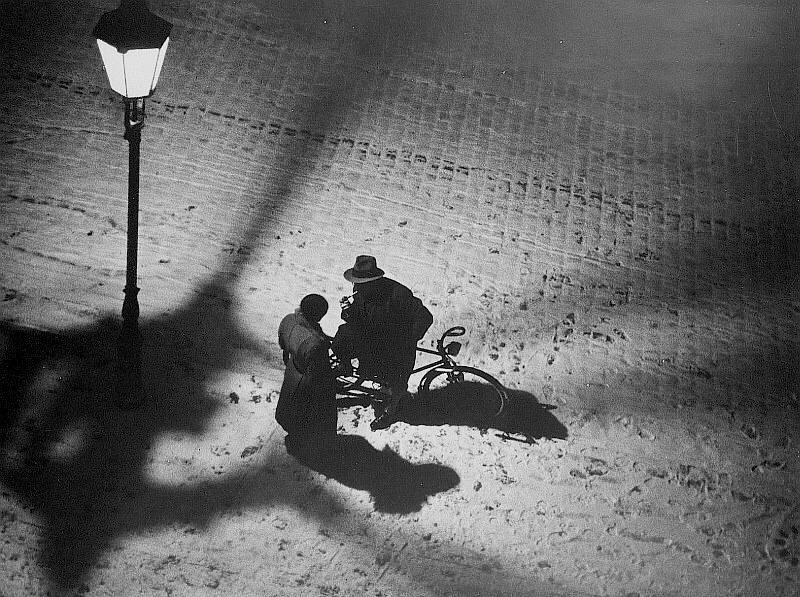
Scène de rue hivernale éclairée par un lampadaire, Dresde, 1933.
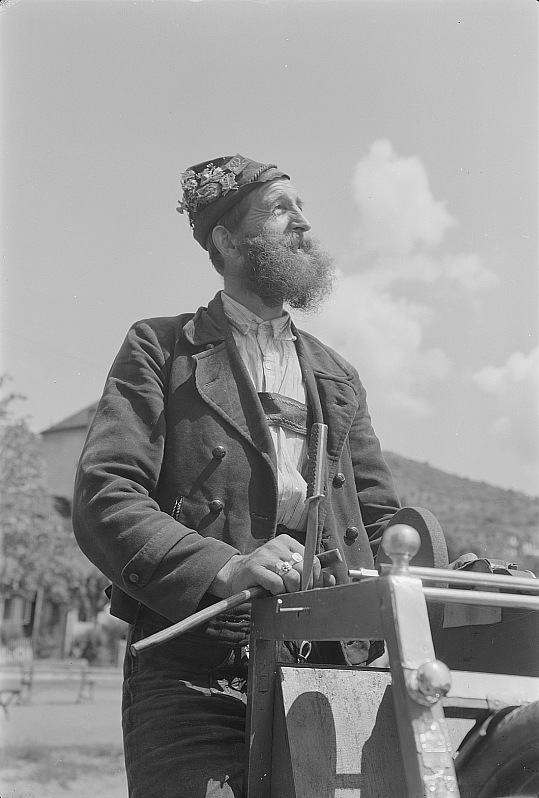
Un rémouleur, 1939.
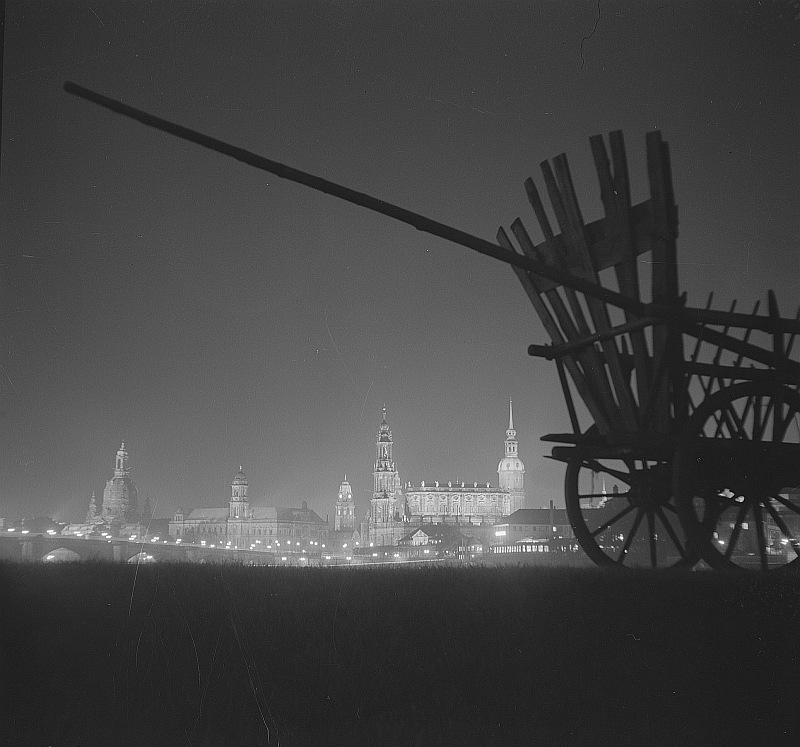
Vue depuis le palais Japonais de Dresde sur la vieille ville

## Dresde dans les derniers mois de 1945

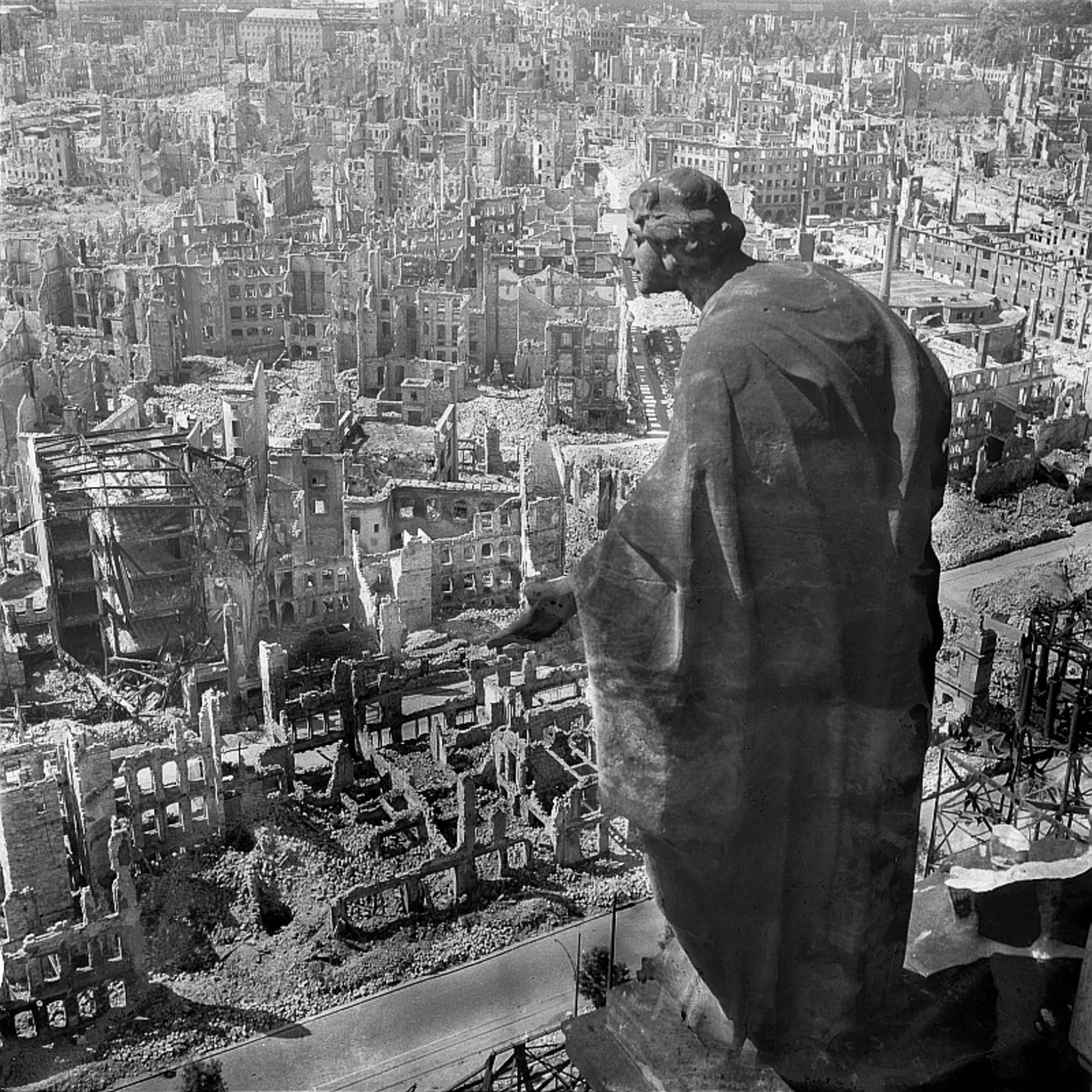
Vue de la tour sud de l'hôtel de ville de Dresde (de), 1945[N 1]
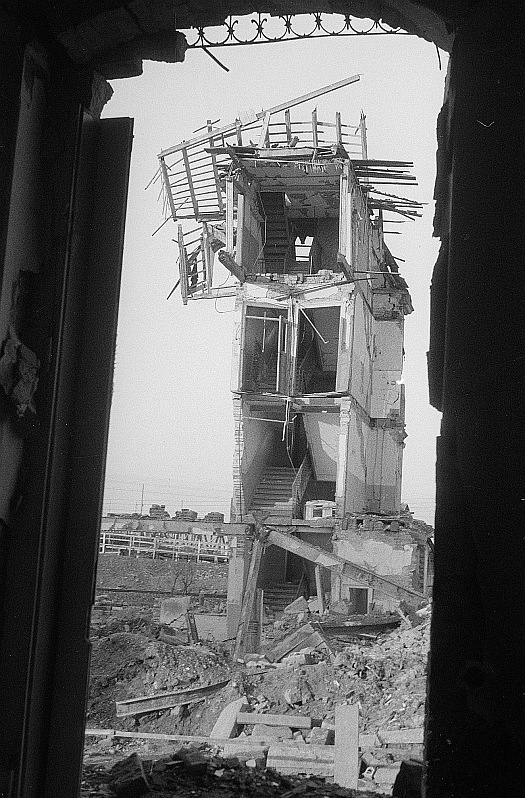
Cage d'escalier.
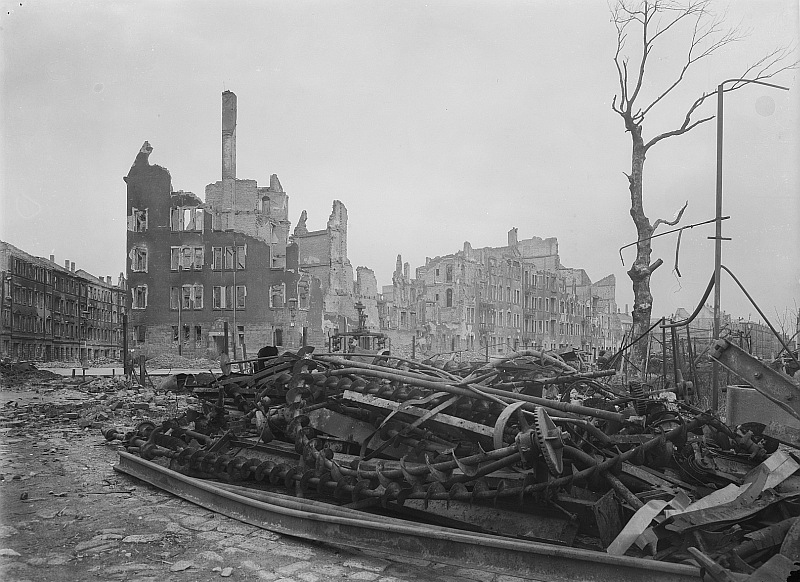
Zone résidentielle détruite avec dépôt de ferraille.
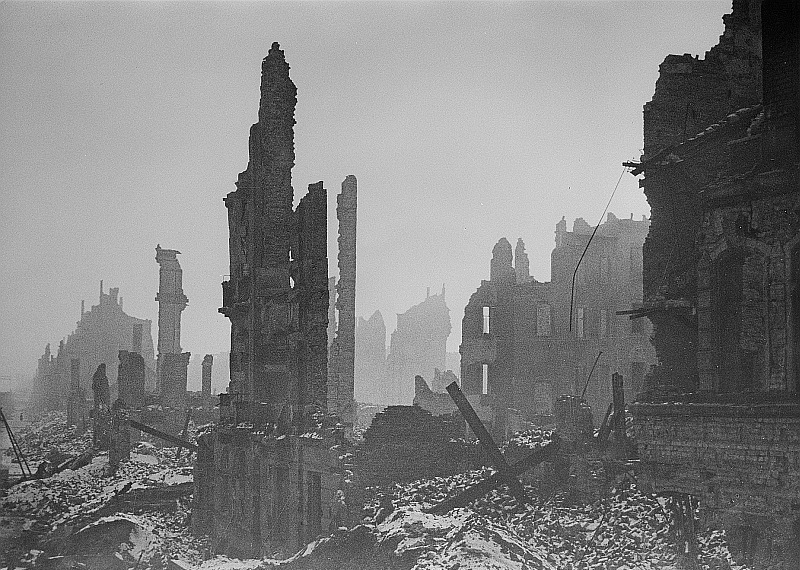
Ruines.
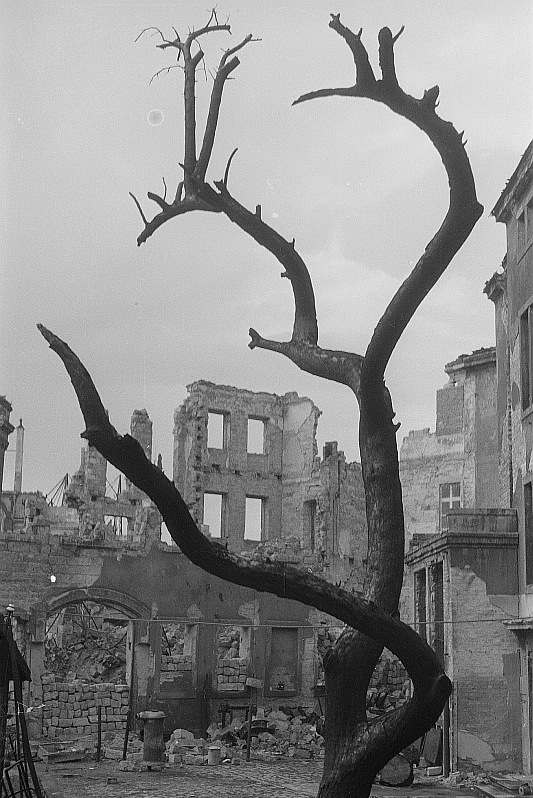
Arbre carbonisé et ruines.
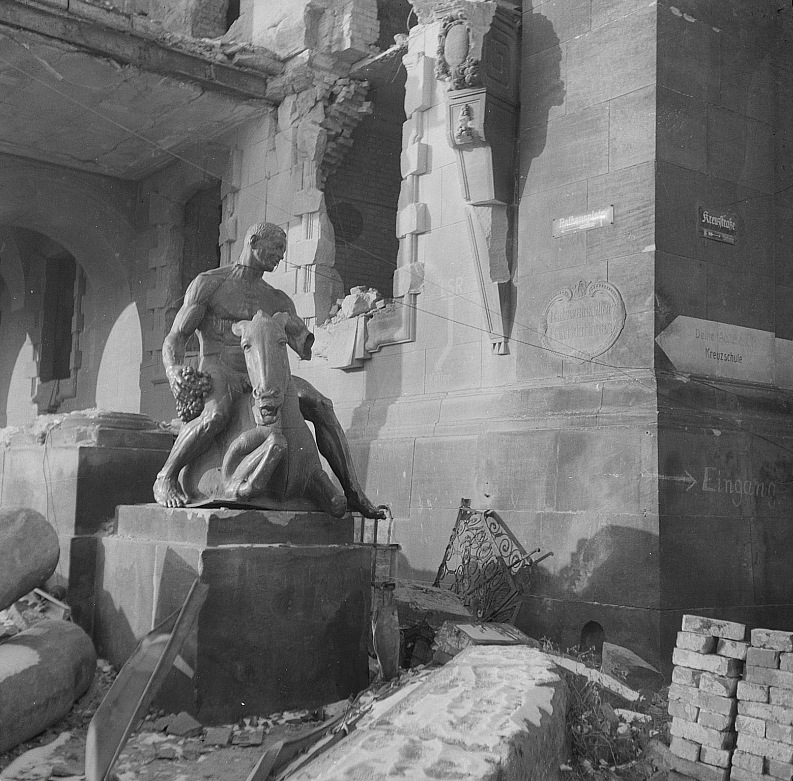
Le Bacchus sur un âne ivre, sculpture de Georg Wrba dans les ruines de l'hôtel de ville.
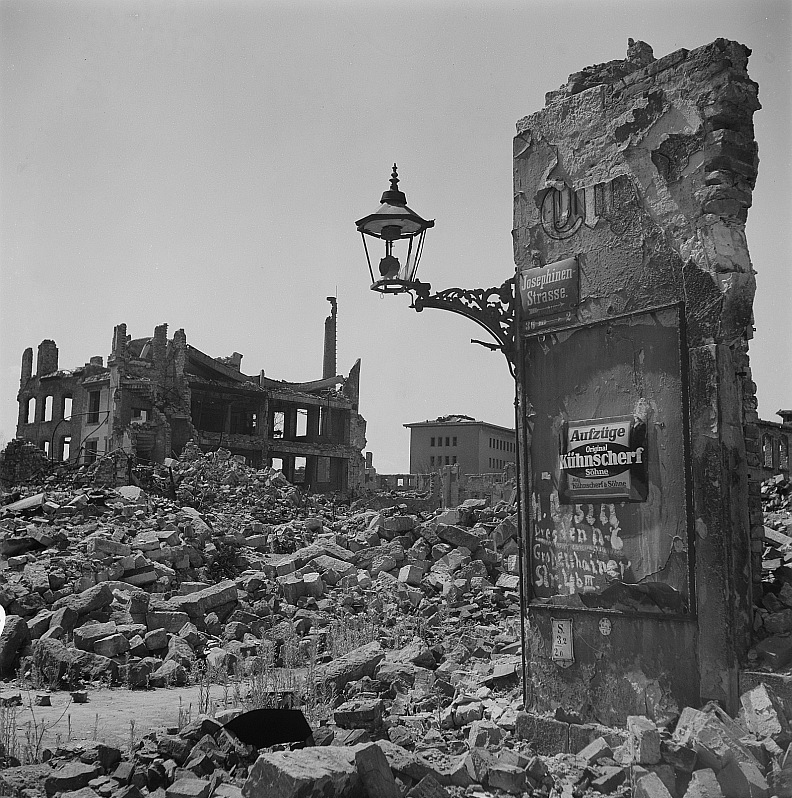
Ruines de la Josephinen-Strasse.
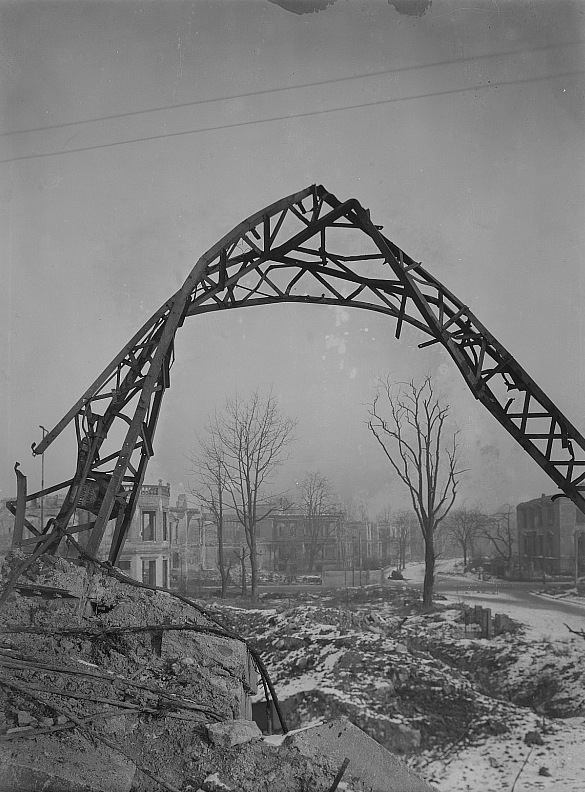
Un poteau déformé sur la ligne de chemin de fer en direction de Pirna.
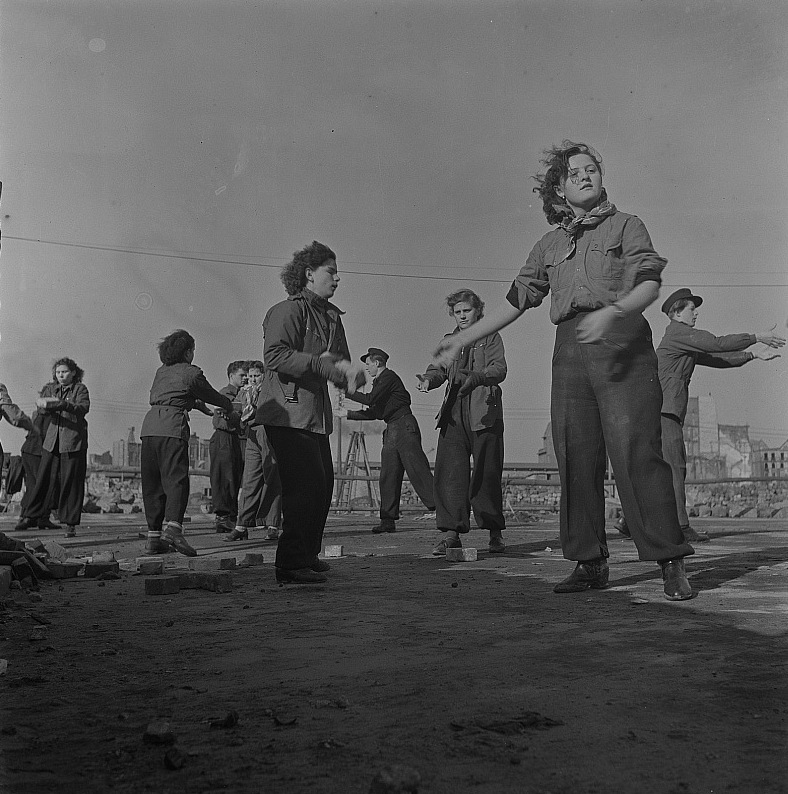
Briques nettoyées passant de main en main.
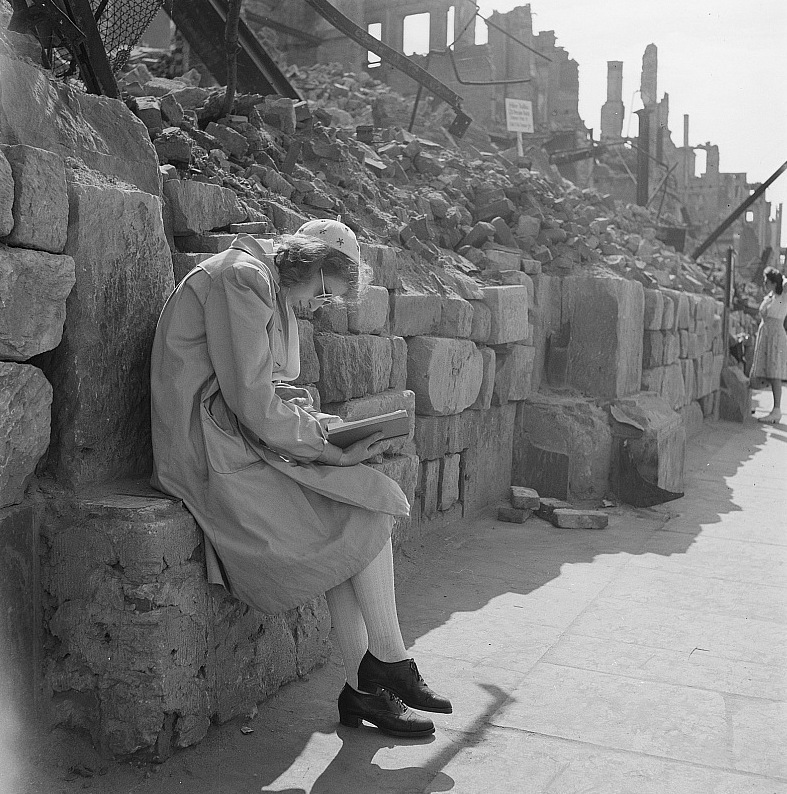
Femme lisant, assise sur le rebord d'un mur en ruine.
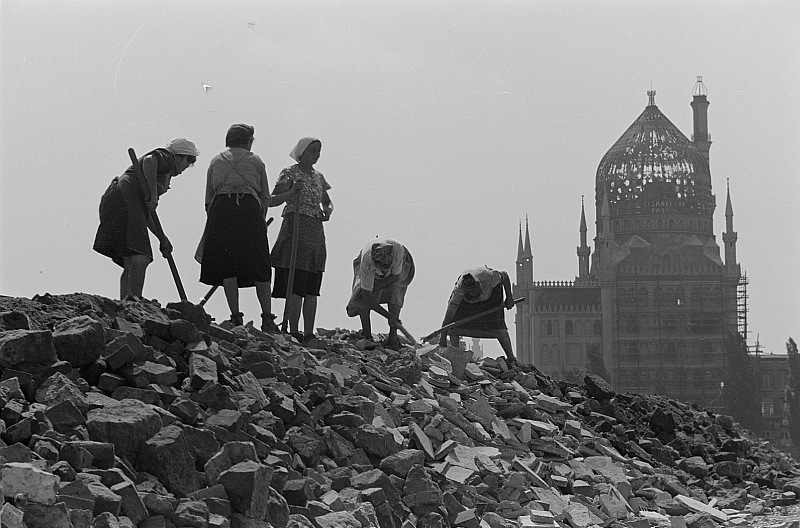
Femmes déblayant un tas de décombes ; à l'arrière-plan, la manufacture de tabac Yenidze.
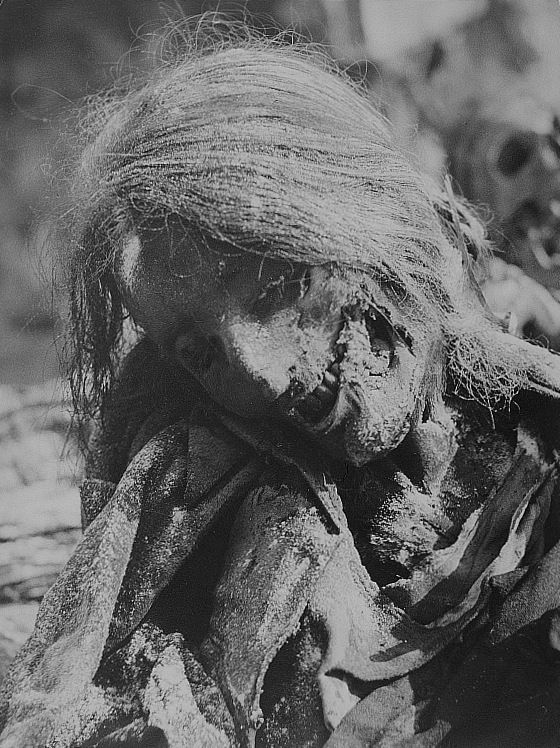
Cadavre d'une femme dans un abri antiaérien.

## Photographies d'après-guerre

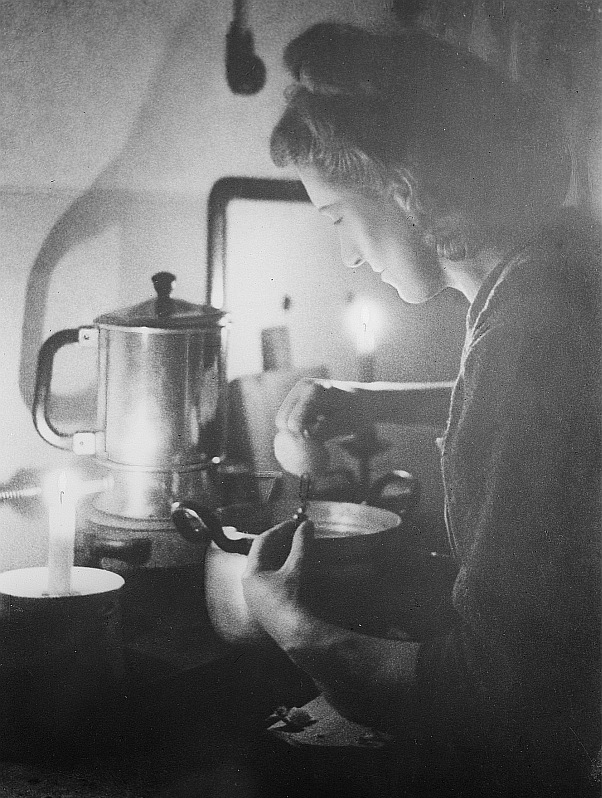
Cuisinière pendant une coupure de courant, vers 1946.
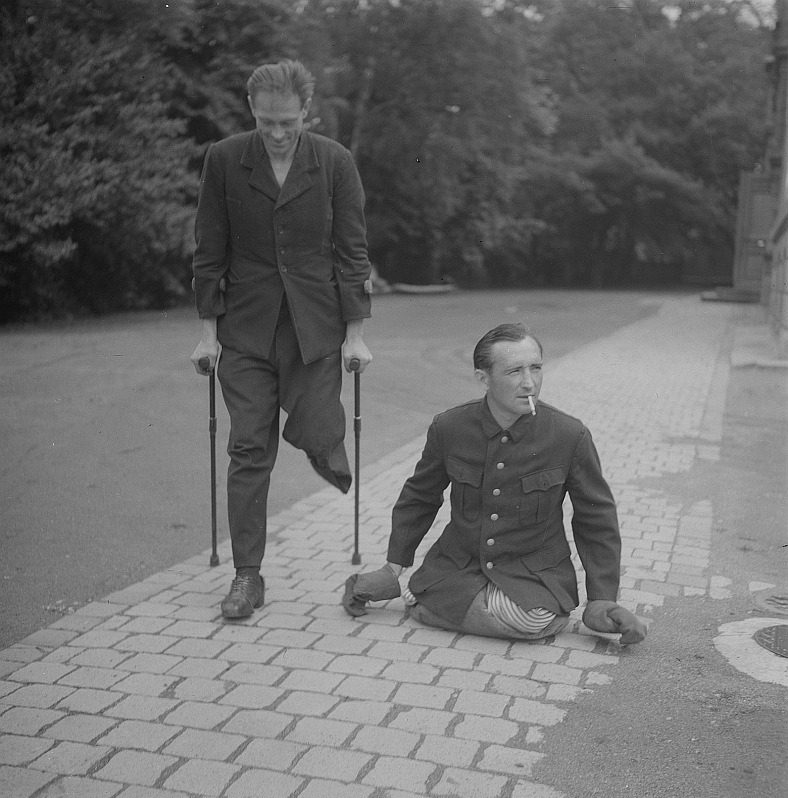
Mutilés de la Seconde Guerre mondiale, 1946.
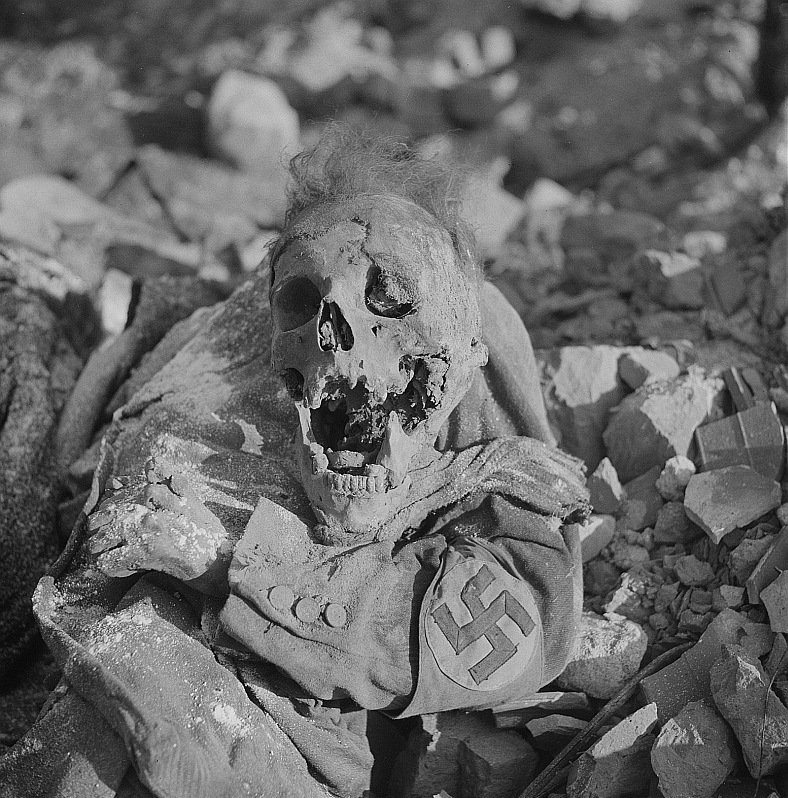
Tête de mort et cadavre en uniforme dans un abri antiaérien, 1946.
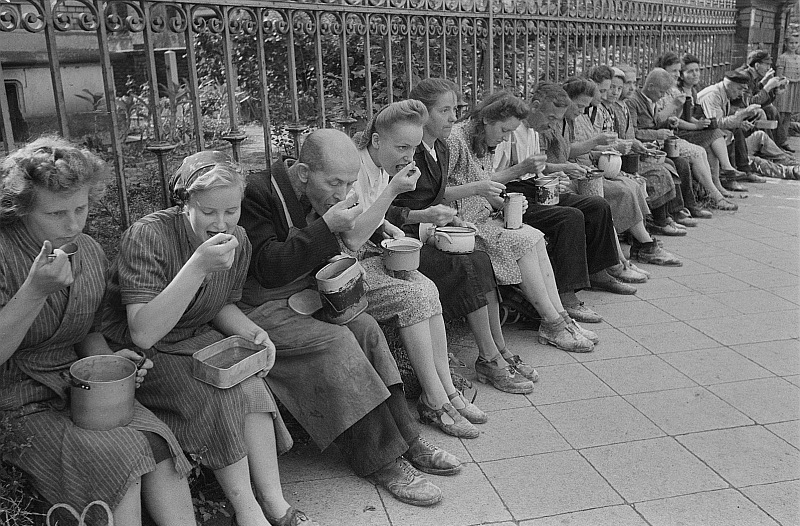
La pause de midi, 1946.
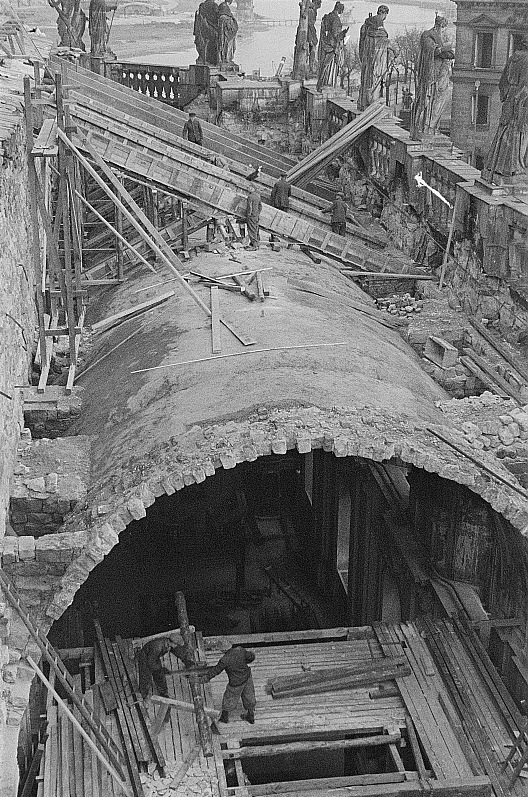
Début de la reconstruction du bas-côté est de la Hofkirche, 1947.
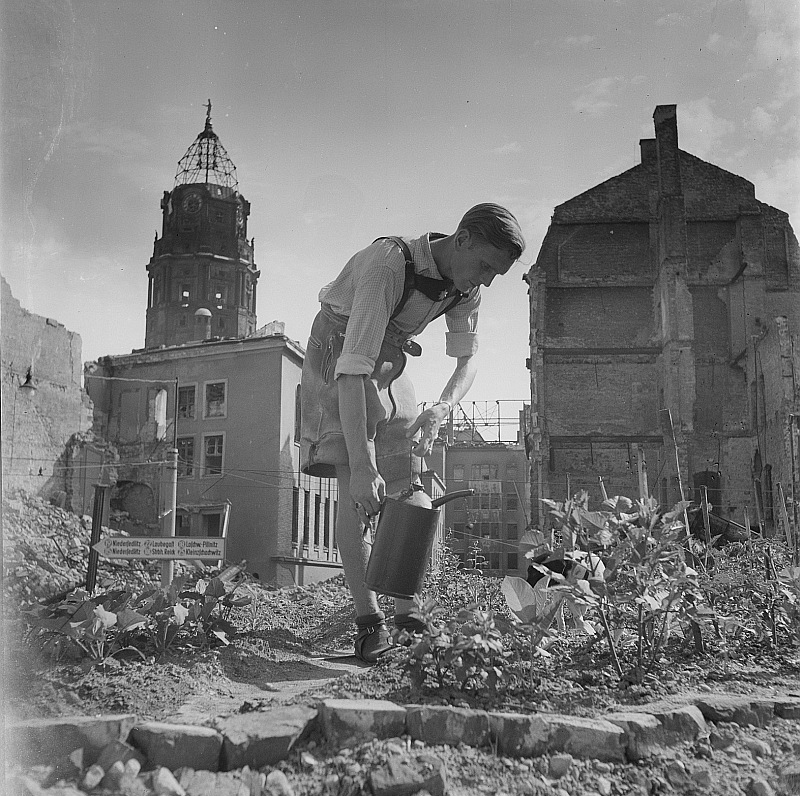
Jardins familiaux dans les ruines du centre ; en arrière-plan, l'hôtel de ville, 1947.
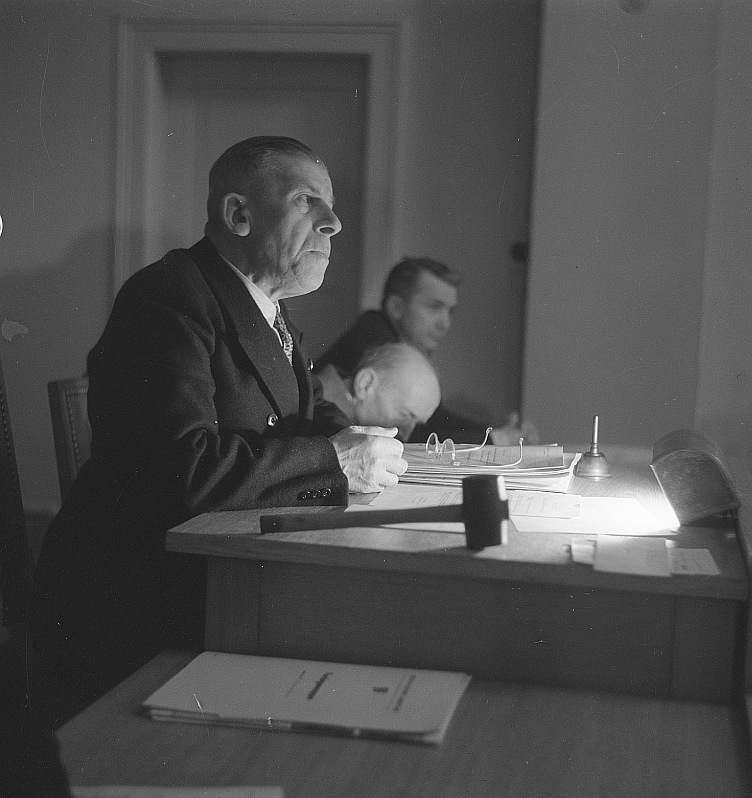
Otto Buchwitz (de), membre du Parti socialiste unifié d'Allemagne, 1948.
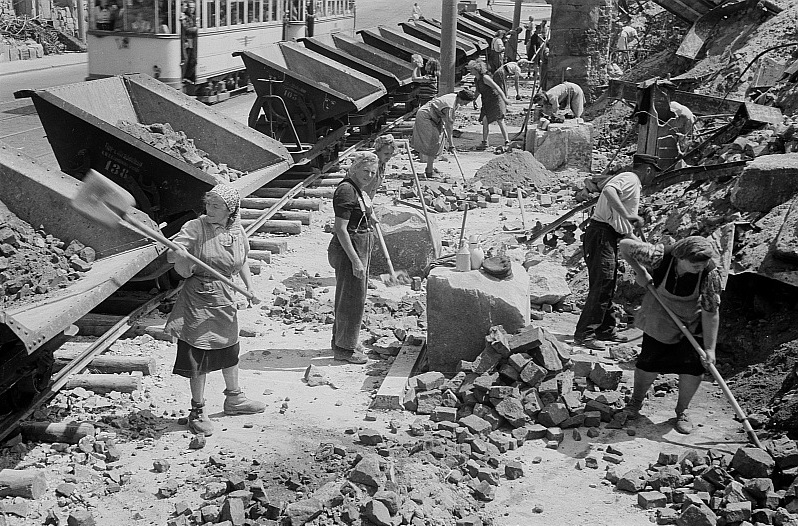
Utilisation d'un chemin de fer de chantier (de) pour l'évacuation des décombres, 1949.

## Photographies des années 1950

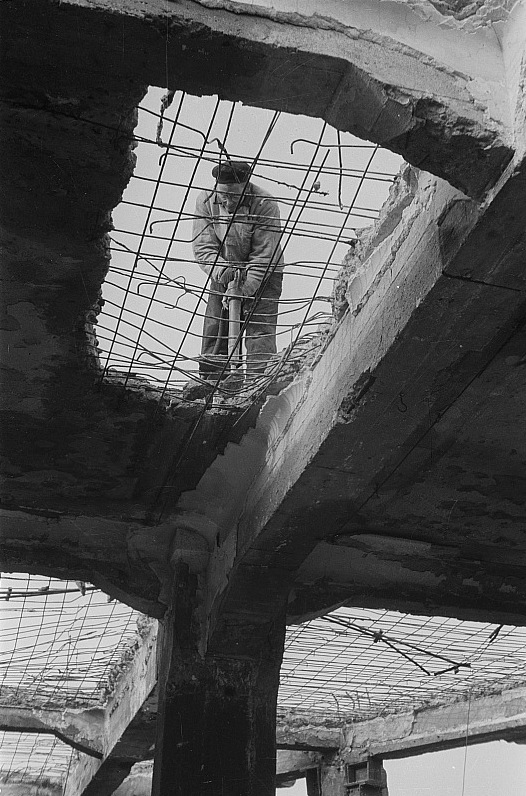
Travaux de démolition d'un plancher en béton armé avec un marteau pneumatique, vers 1950.
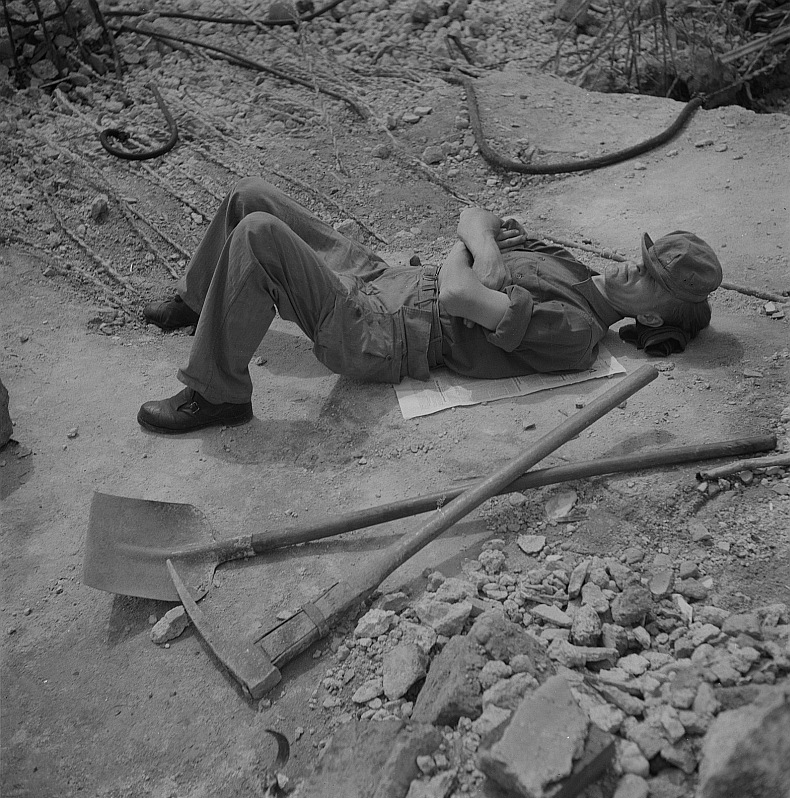
Un ouvrier se reposant, vers 1950.
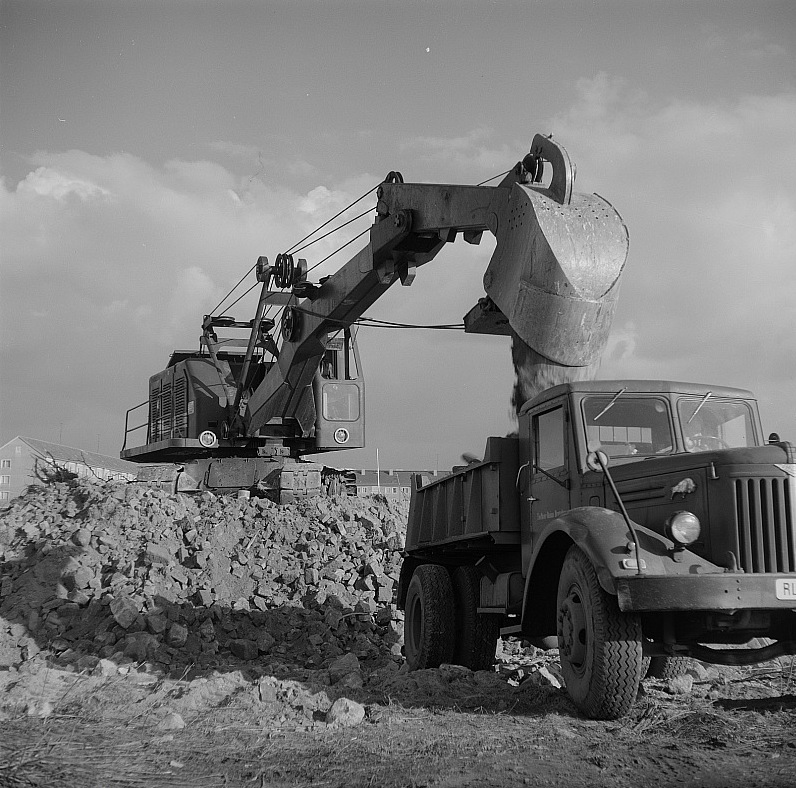
Travaux de reconstruction, vers 1950.
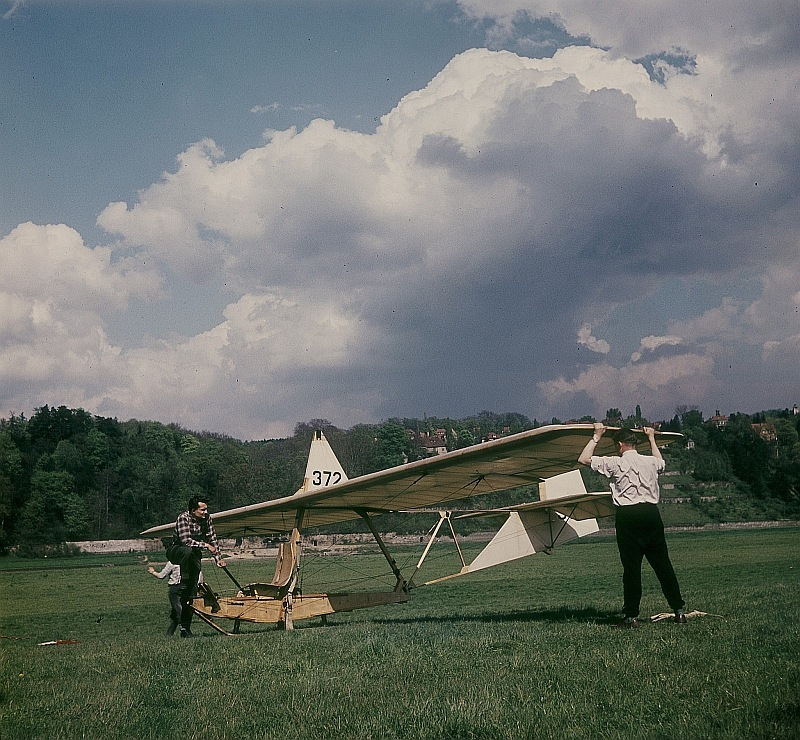
Membres de la Gesellschaft für Sport und Technik (de) sur un aérodrome, préparant le décollage d'un planeur, 1953-1956.
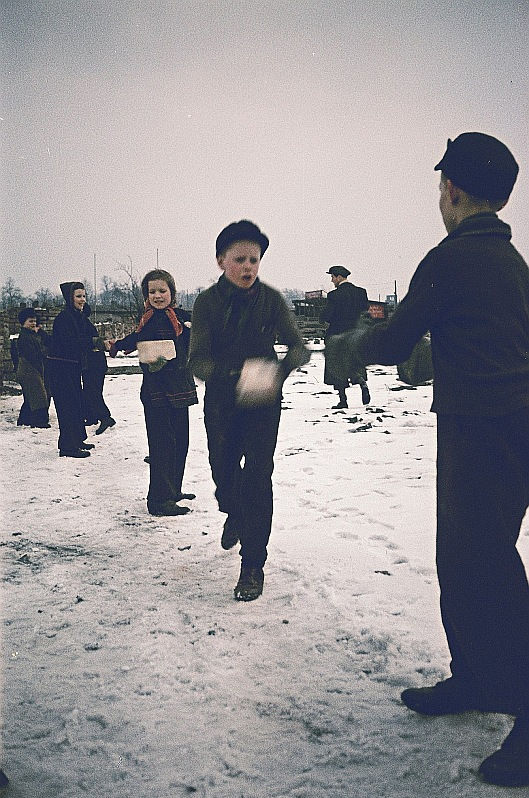
Enfants aidant à la reconstruction, 14 février 1953.
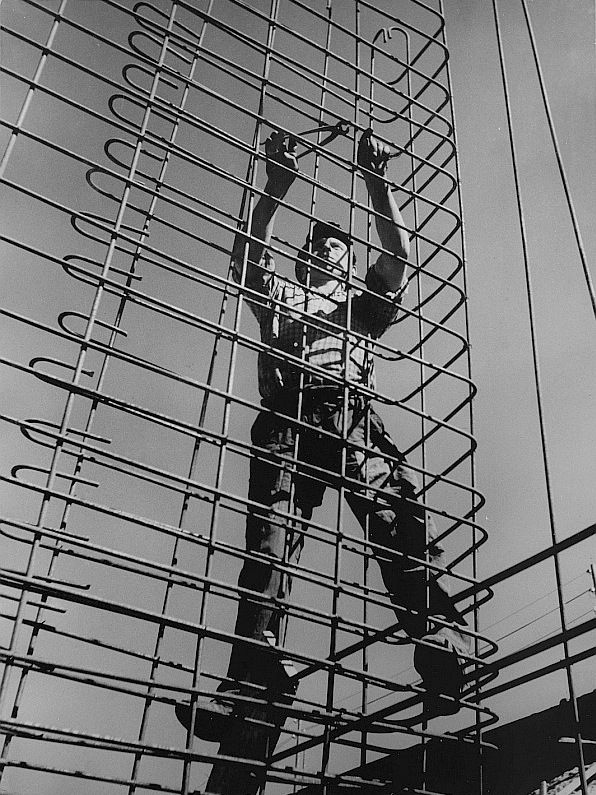
Montage d'une armature en acier, vers 1955.
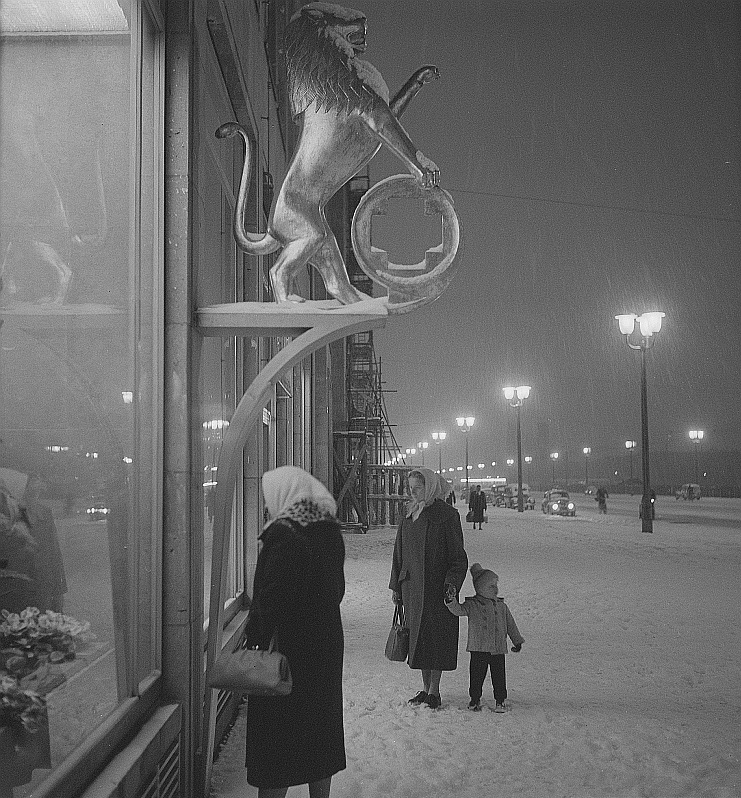
Enseigne d'une pharmacie, 1959.
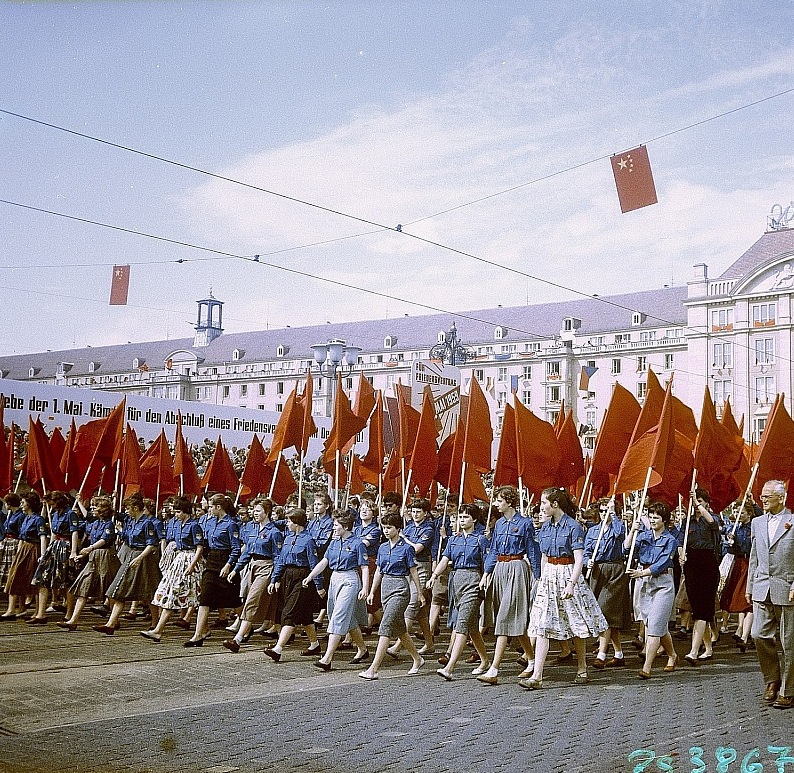
Défilé du 1er mai en 1959.

## Photographies des années 1960

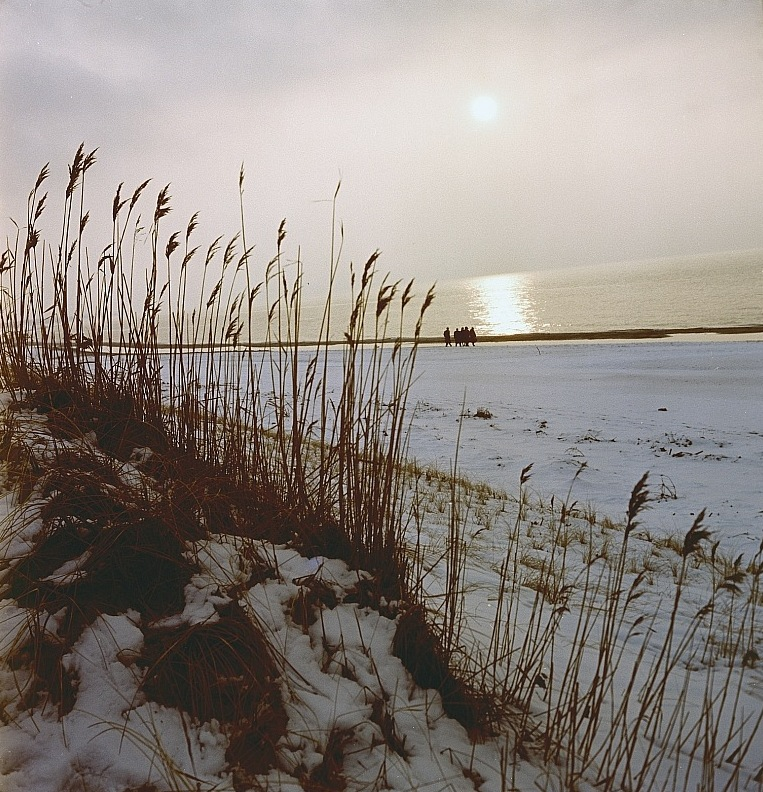
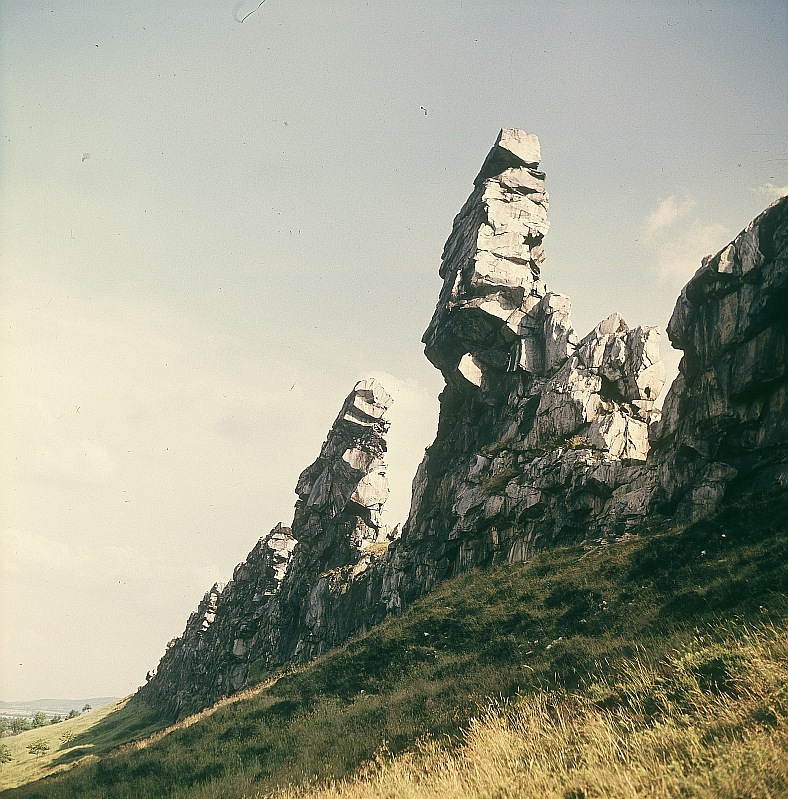
Le Harz, près de Neinstedt
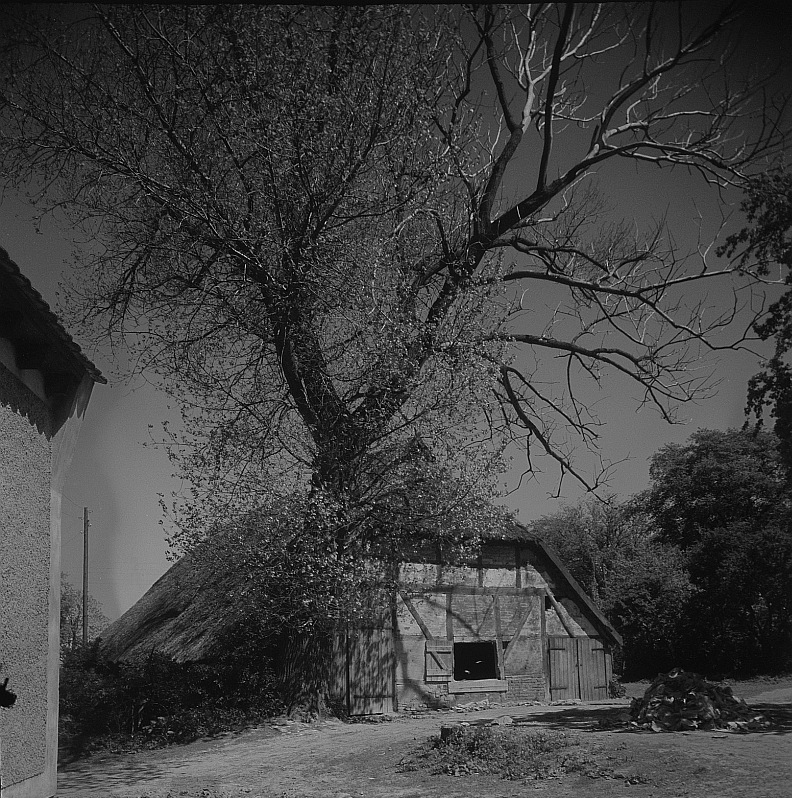
Rügen
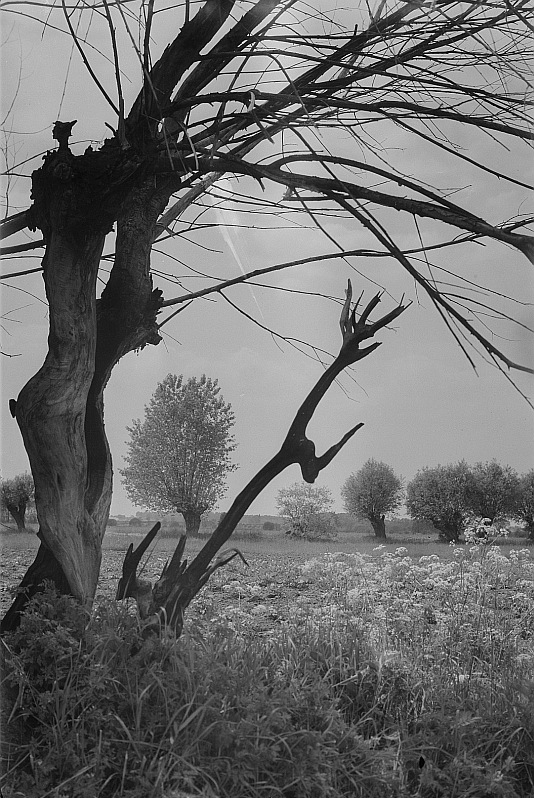
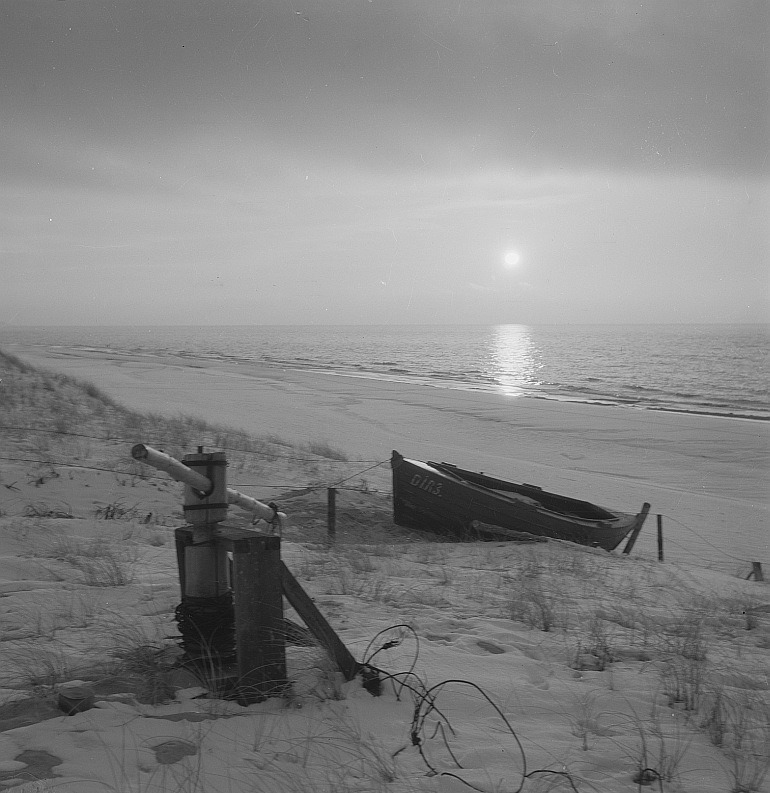
Sur la péninsule de Fischland-Darss-Zingst, près de Prerow
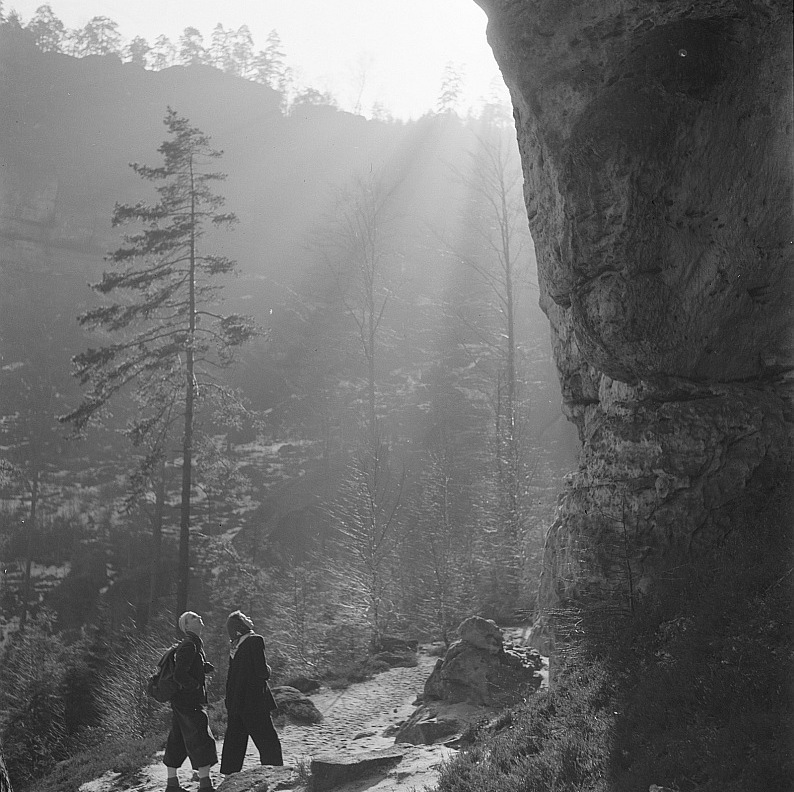
Le Winterstein (Sächsische Schweiz) (de), en Suisse saxonne
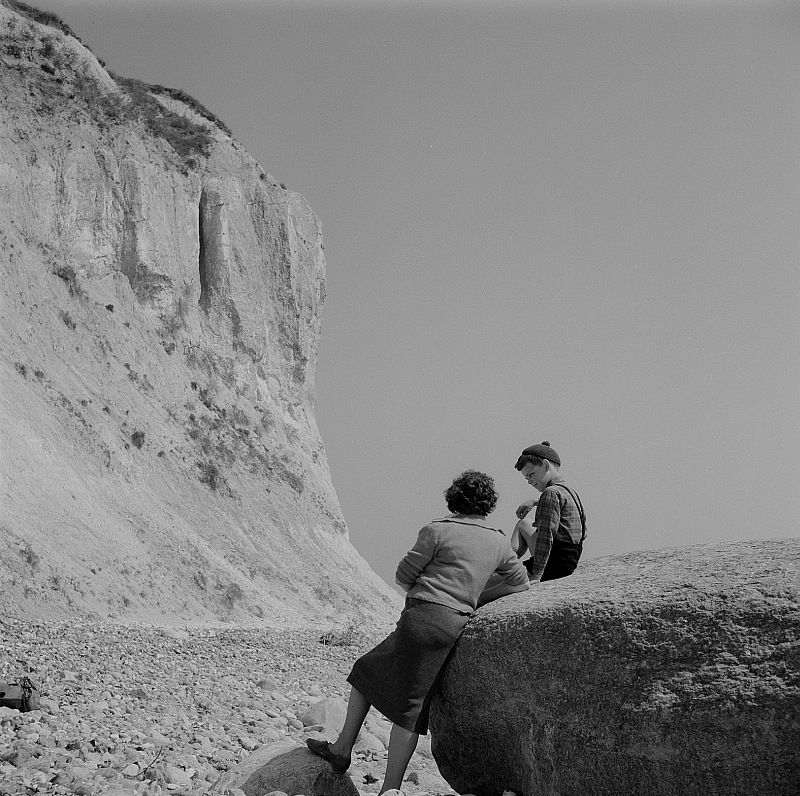
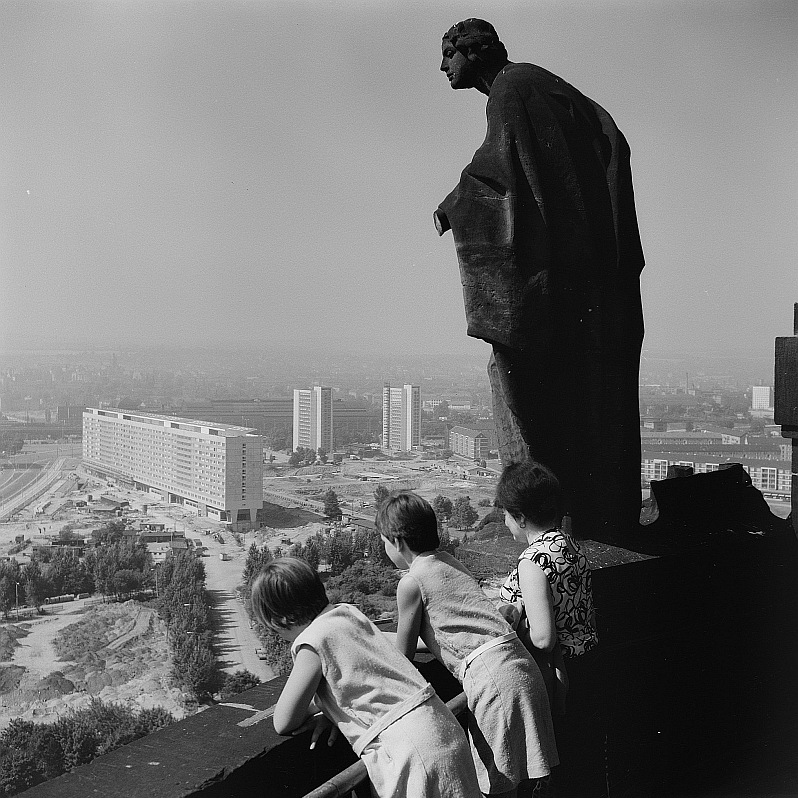

## Photographies des années 1970

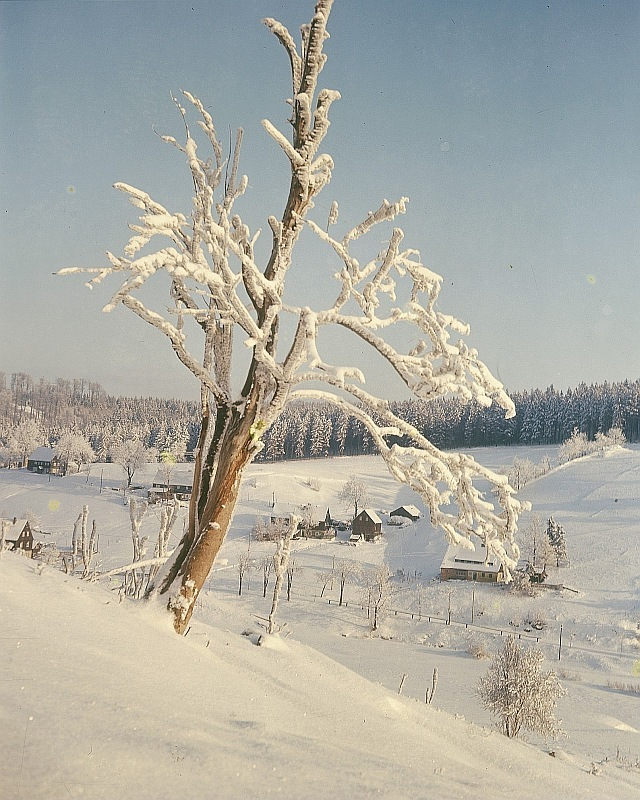
Rehefeld-Zaunhaus (de)
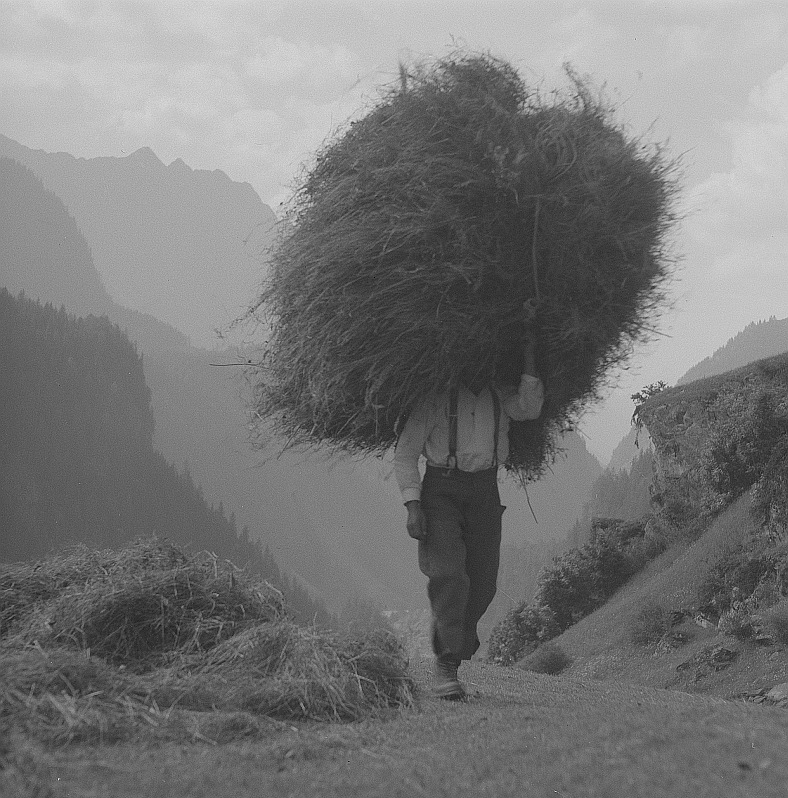
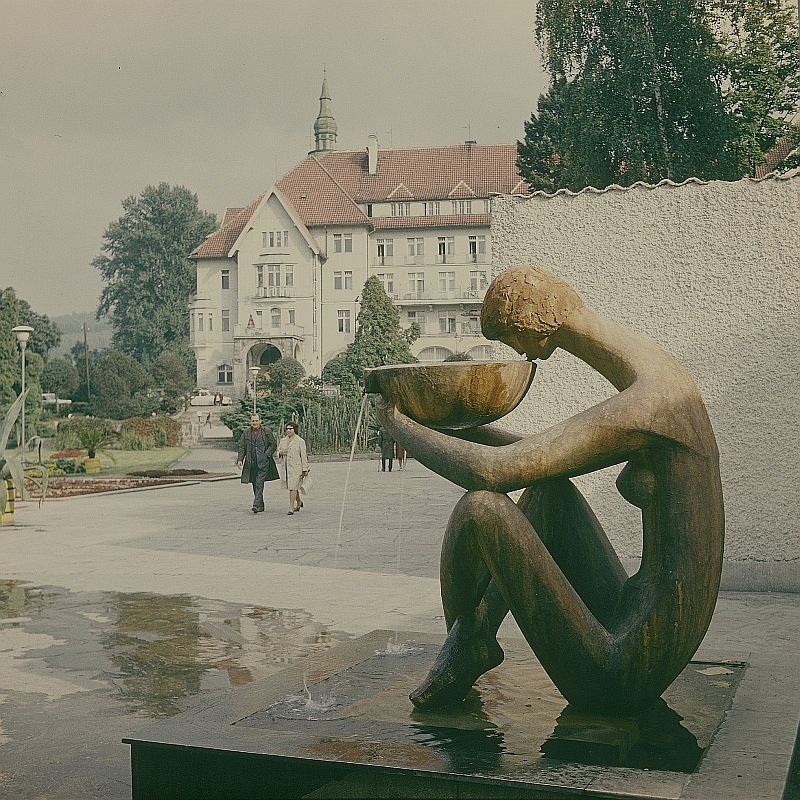
Kudowa-Zdrój
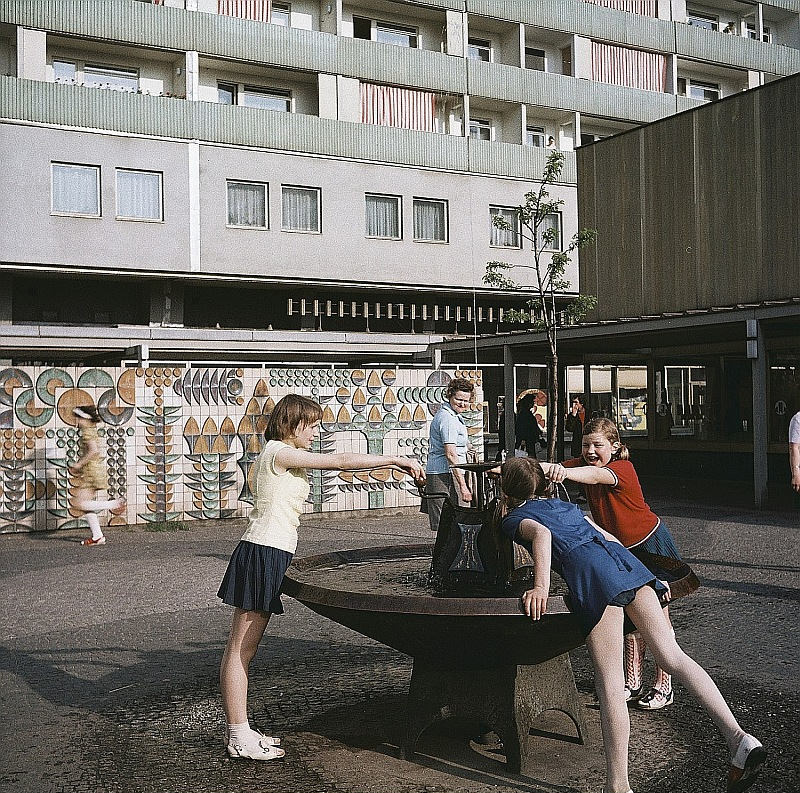
La Trinkbrunnen de Vinzenz Wanitschke (de)
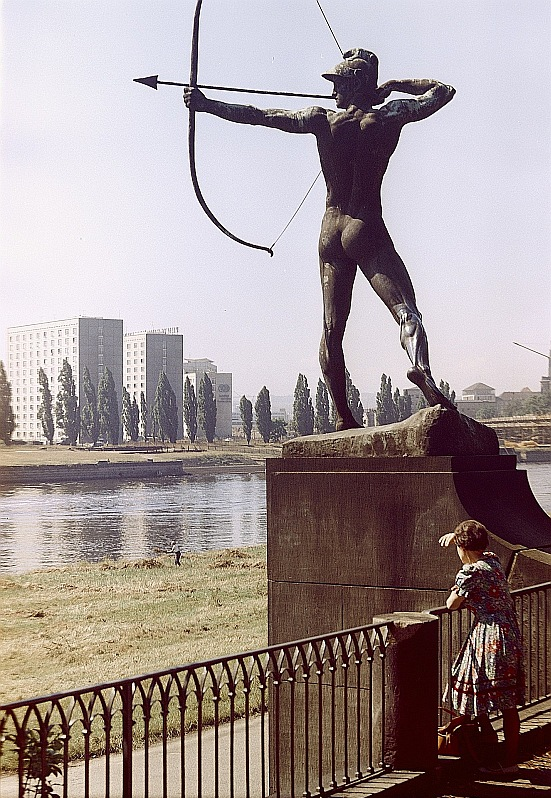
L'Archer, œuvre d'Ernst Moritz Geyger (de) située dans le Neustädter Elbufer (de)
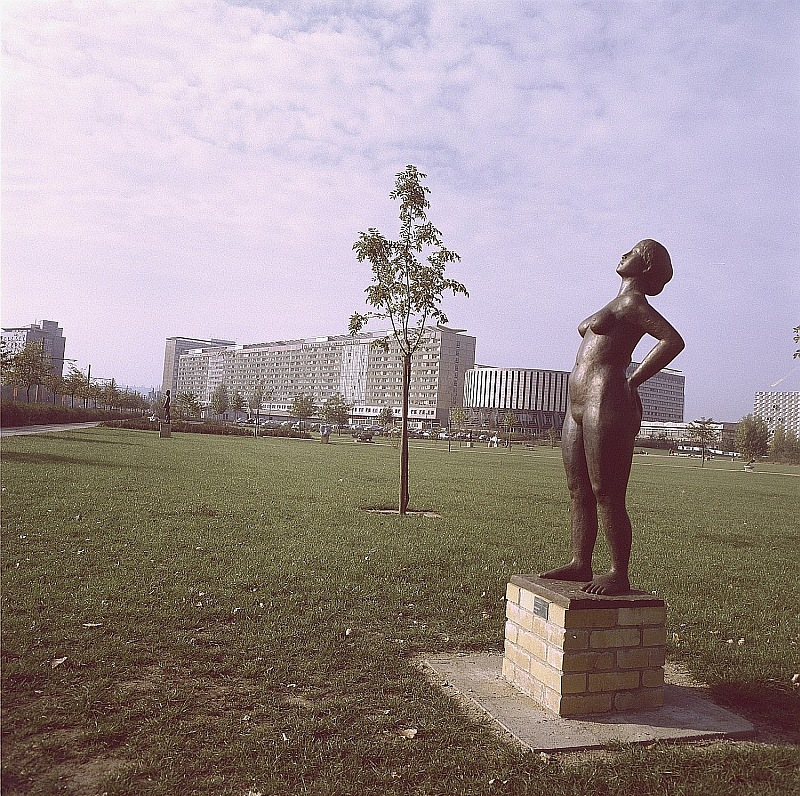